# Evert van Ketwich Verschuur
Evert van Ketwich Verschuur (Zwolle, 23 februari 1879 – Groningen, 19 april 1924) was een Nederlands liberaal politicus en als zodanig onder meer burgemeester van Groningen.

## Biografie
Van Ketwich Verschuur stamde uit een Zwols regentengeslacht. Hij was het jongste kind van mr. Gerrit Hendrik van Ketwich Verschuur (1848-1883) en Petronella Helena Everarda van Voorthuijsen (1849-1883). Zijn oudere broer was Jan Dirk van Ketwich Verschuur (1877-1940). Evert van Ketwich Verschuur studeerde rechten en staatswetenschappen aan de Rijksuniversiteit Leiden, waar hij in beide richtingen promoveerde op stellingen.
Na een korte periode, van 1902 tot 1 april 1905 als advocaat en procureur in Den Haag, keerde hij in 1905 terug naar zijn geboortestad, om - in lijn met de tradities van zijn familie - een ambtelijke loopbaan na te streven. Hij werkte eerst aan de gemeente-secretarie van de gemeente Zwolle als commies-redacteur van 1 april 1905 tot 1 maart 1906. Daarna chef afdeling Waterstaat (rang: hoofdcommies), Provinciale Griffie te Zwolle vanaf 1 maart 1906. Daarna referendaris bij de provinciale griffie in Zwolle. Daarna waarnemend griffier Staten van Overijssel (1908) (voor de periode van een half jaar). Vanaf 1 oktober 1916 tot 1 oktober 1917 vertrok hij naar Amsterdam om daar directeur te worden van het in 1899 opgerichte Centraal Bureau voor Sociale Adviezen, dat zich bezighield met het verlenen van rechtsbijstand aan arbeidersverenigingen.

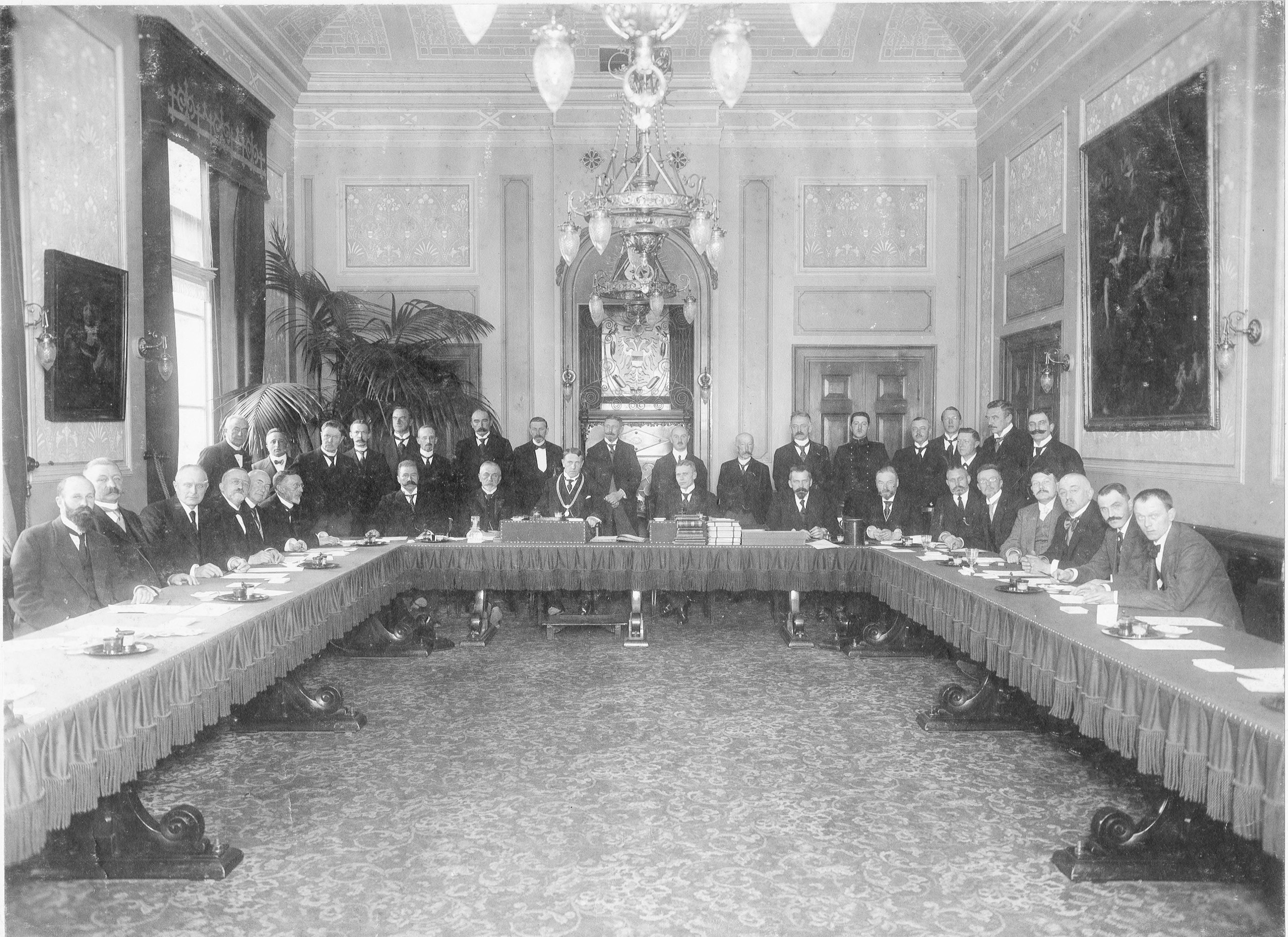
Evert van Ketwich Verschuur bij zijn installatie tot burgemeester van Groningen, oktober 1917

In 1917 werd hij benoemd tot burgemeester van Groningen. Met 38 jaar was hij relatief jong voor deze functie. In zijn functie werd hij geprezen om zijn innemendheid en doortastend optreden, waarbij hij zich met name sterk maakte voor de positie van Groningen als centrum voor handel en industrie, tot in de stad Hamburg toe. Ook nodigde hij als eerste burgemeester deelnemers aan alle congressen in Groningen uit op het stadshuis om zo de pr van de stad te bevorderen.
De functie van burgemeester combineerde hij tussen 1919 en 1923 met het lidmaatschap van de Provinciale Staten van Groningen en vanaf 18 september 1923 tot 19 april 1924 met het lidmaatschap van de Eerste Kamer der Staten-Generaal.
Zijn plotselinge dood werd door de Groninger bevolking zeer betreurd. Op de begraafplaats Esserveld in Groningen werd een monument te zijner nagedachtenis opgericht, met daarop een treurende Stedenmaagd. Ook werd er in de stad een laan en een brug naar hem vernoemd.
Van Ketwich Verschuur was aanvankelijk lid van de Liberale Unie, die later op zou gaan in de Vrijheidsbond. Binnen beide verbanden vervulde hij verschillende functies.

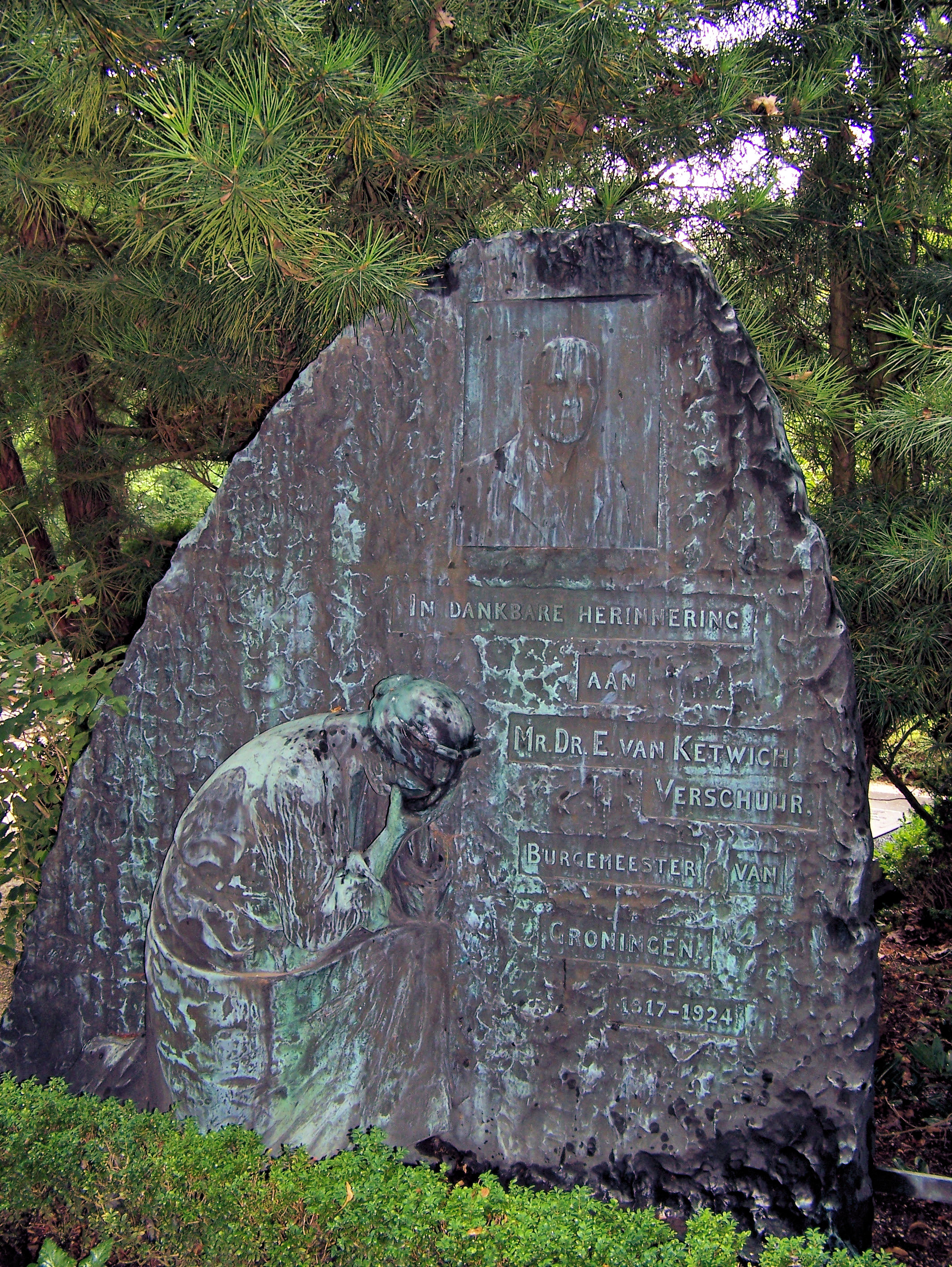
Grafmonument Evert van Ketwich Verschuur door Jo de Vogel.

## Persoonlijk
Van Ketwich Verschuur trouwde in 1902 met Jeannette Justine van den Berg (1882-1965). Uit dit huwelijk werden vier kinderen geboren, onder wie Henricus Petrus Joannes (1905-1995), die na de Tweede Wereldoorlog directeur-generaal van het Nederlandse Rode Kruis werd, en zijn jongere broer Frank Willem van Ketwich Verschuur (1909-1998) die van 1947-1974 burgemeester was.